# Crystal Park
Crystal Park est un complexe de bureaux situé à Neuilly-sur-Seine en France. Construit par la compagnie de Saint-Gobain pour y installer son siège en 1959, il a ensuite accueilli le siège de Citroën puis plusieurs entreprises depuis sa réhabilitation de 2003, dont PricewaterhouseCoopers.
L’ensemble se compose d’un bâtiment de bureaux de 5 étages de 40 000 m2, avec 740 places de stationnement, d’un bâtiment club de deux étages de 4 000 m2 accueillant restaurant d’entreprise, salle de sport, salle de musique, et auditorium, et d’un parc classé d’environ deux hectares.

## Architecture

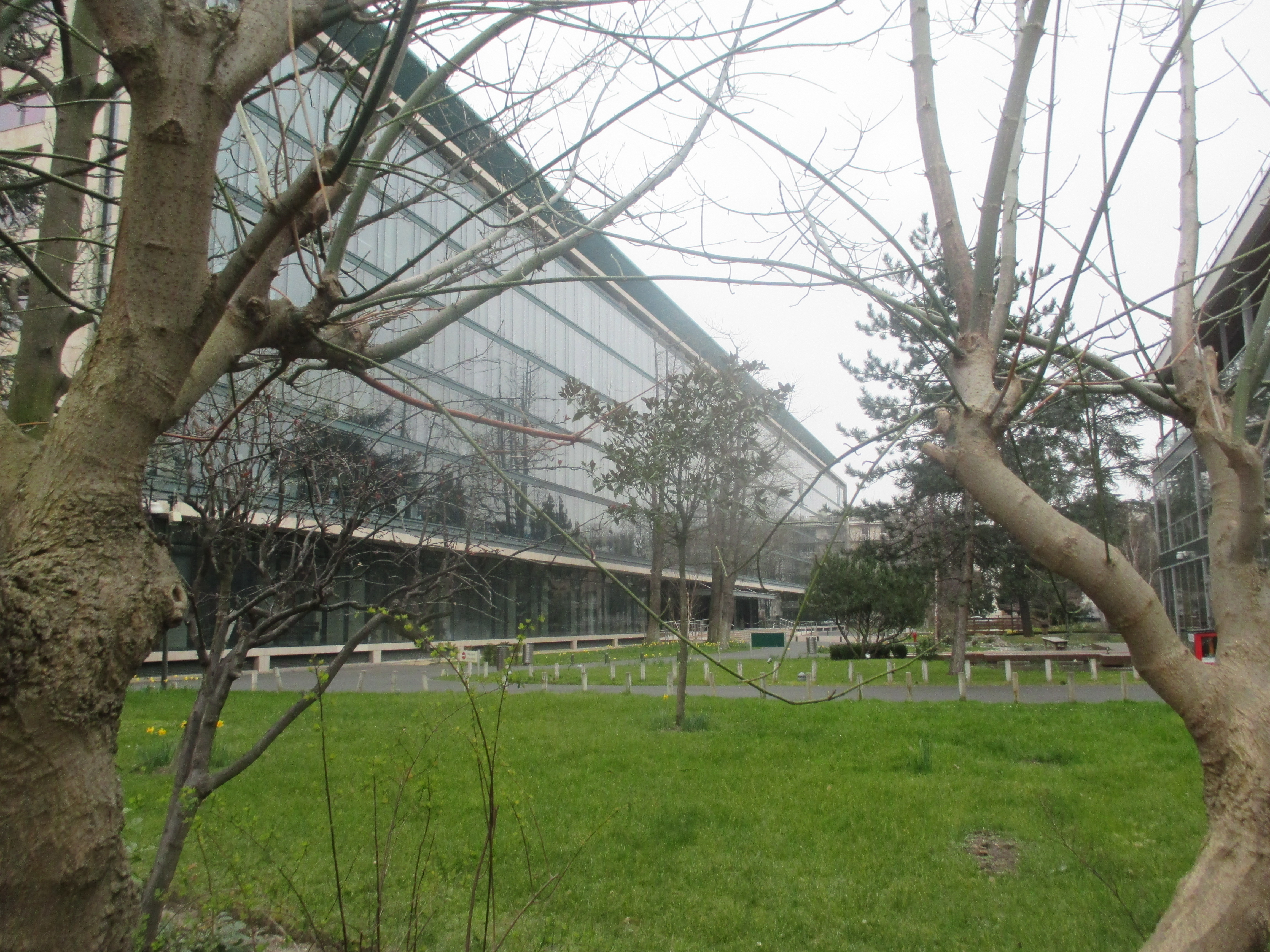
Bâtiment principal à gauche et bâtiment club aux façades restaurées à droite.

Construit par la compagnie de Saint-Gobain pour accueillir son siège, l’édifice fut conçu avec des produits verriers de grande dimension comme une vitrine technologique pour un marché de murs-rideaux, alors en expansion dans le monde. Raymond Subes, Paul Sauvage, Max Ingrand et Jean Pascaud participèrent à la décoration,.
Le bâtiment original se présentait sous la forme de deux ailes parallèles de 150 mètres de longueur, de six étages côté jardin et deux ou quatre côtés rue, reliées par une aile centrale où étaient logés les cinq ascenseurs principaux. Les architectes étaient André Aubert, architecte en chef des Bâtiments Civils et Palais Nationaux, et Pierre Bonin, architecte de la compagnie de Saint-Gobain.
De 2001 à 2003, après que Citroën eut quitté les lieux, l’ensemble fit l’objet d’une lourde réhabilitation à 100 millions d’euros, menée par les architectes Valode et Pistre. Si du bâtiment principal ne fut conservée que la structure en béton, le bâtiment club vit ses façades conservées et restaurées. Deux ailes centrales furent ajoutées de part et d’autre de celle déjà existante du bâtiment principal, formant deux cours fermées. L’aile côté rue fut surélevée à cinq étages sur toute sa longueur.
Les intérieurs furent de nouveau rénovés par la même agence en 2017-2018 pour cinquante millions d’euro,.
Les deux bâtiments sont reliés par leurs sous-sols. Un grand lounge fastueusement aménagé est doté d’une terrasse avec vue panoramique sur Paris.

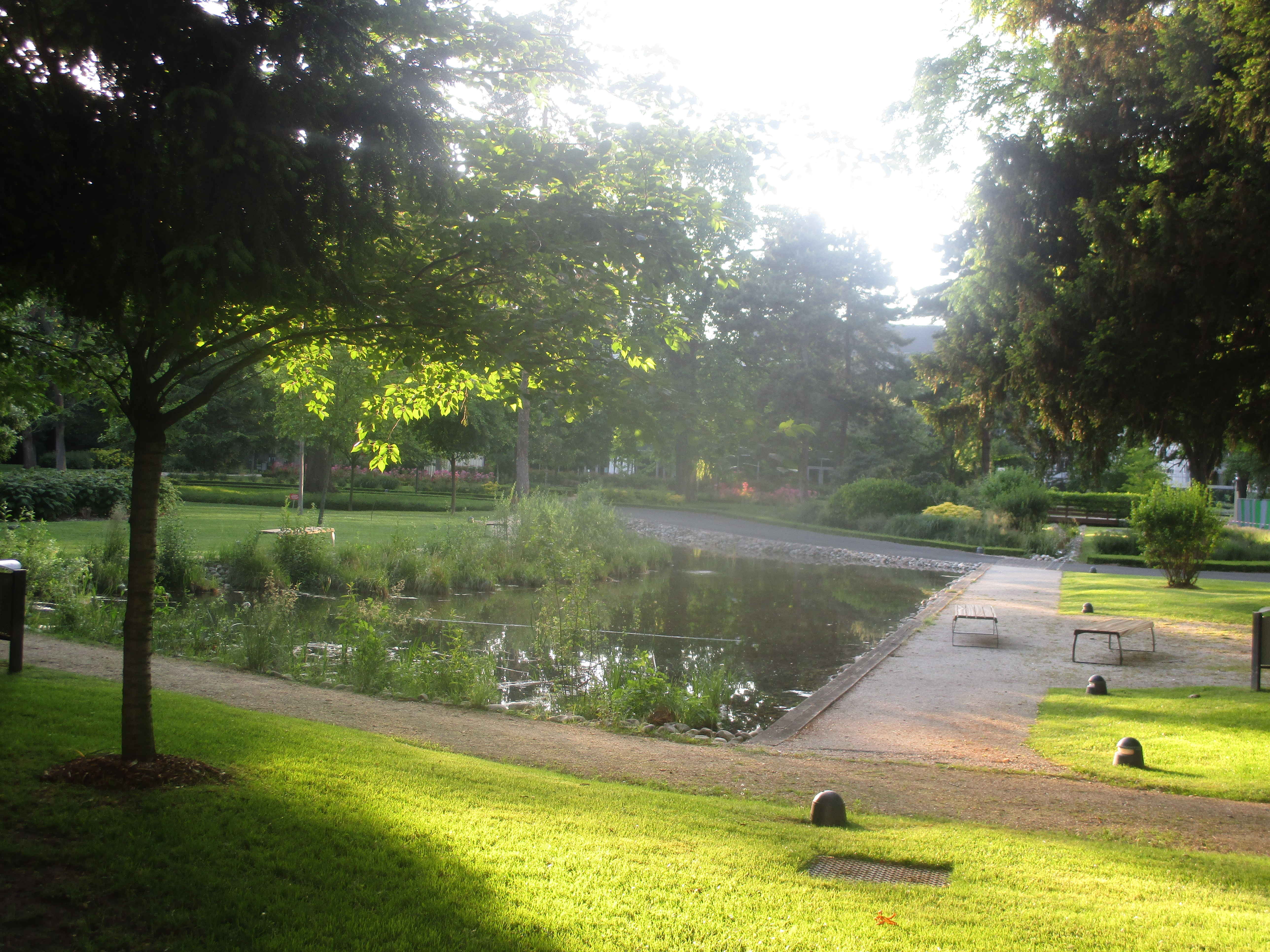
Le bassin écologique se prolonge jusqu’au pied du bâtiment club, caché par les arbres, de l'autre côté du parc.

Le parc boisé est un réservoir de biodiversité labellisé ÉcoJardin depuis 2017. Outre des arbres protégés, il abrite un vaste bassin écologique où ont été observés hérons, canards colverts et gallinules poules-d’eau.

## Propriétaires et occupants
Dix années s'écoulèrent entre les études préparatoires et l'achèvement. Pour réunir les terrains nécessaires, la compagnie obtint notamment des terrains de la paroisse de Levallois-Perret, en échange desquels elle construisit à ses frais l'église Sainte-Bernadette située à proximitép, également construite par Pierre Bonin et décorée par Max Ingrand. Saint-Gobain occupa les bureaux d’octobre 1959 jusqu’à son déménagement dans sa nouvelle tour les Miroirs à la Défense en 1981.
Il fut ensuite le siège social de Citroën. PSA Peugeot-Citroën céda son ancien siège au début de l’année 2001 à Générale Continentale Investissements (GCI) et à Whitehall pour un montant de 200 millions d’euros ; en même temps que d’autres immeubles de bureaux, dont ceux en face place de la Libération et boulevard du Château,.
Ils revendirent Crystal Park, après la réhabilitation, pour une somme significativement plus élevée, s’élevant à 450 millions d’euros, au gestionnaire de fonds allemand KanAm en 2004,,,. En 2006, la Compagnie La Lucette intégra Crystal Park à son portefeuille lors de l’acquisition d’un portefeuille immobilier de KanAm évalué à 1,1 milliard d'euros,. La Caisse des dépôts, via sa filiale ICADE, reprit par la suite la Compagnie La Lucette en 2009, faisant de Crystal Park l’un de ses actifs.
En 2019, les fonds d’investissement Samsung Securities (majoritaire) et La Française (minoritaire, 12,5%) lui en firent l’acquisition pour 691 millions d’euros hors droits, soit 740 millions d’euros acte en main. Le montant de cette transaction fut supérieur à l’ensemble des cessions réalisées par ICADE l’année précédente, s’élevant à 600 millions,, et représente 5% du patrimoine immobilier du fonds valorisé 13,4 milliards d'euros fin 2018. À titre de comparaison, la tour Majunga environ moitié plus grande fut valorisée à la même période pour 850 millions d’euros,.

PricewaterhouseCoopers est le locataire majoritaire depuis la réhabilitation en 2004. Les baux renouvelés en 2024 courent jusqu’en 2036. Sont également occupants en 2024 International Flavors et Fragrances (IFF), depuis 2004, et Estée Lauder.

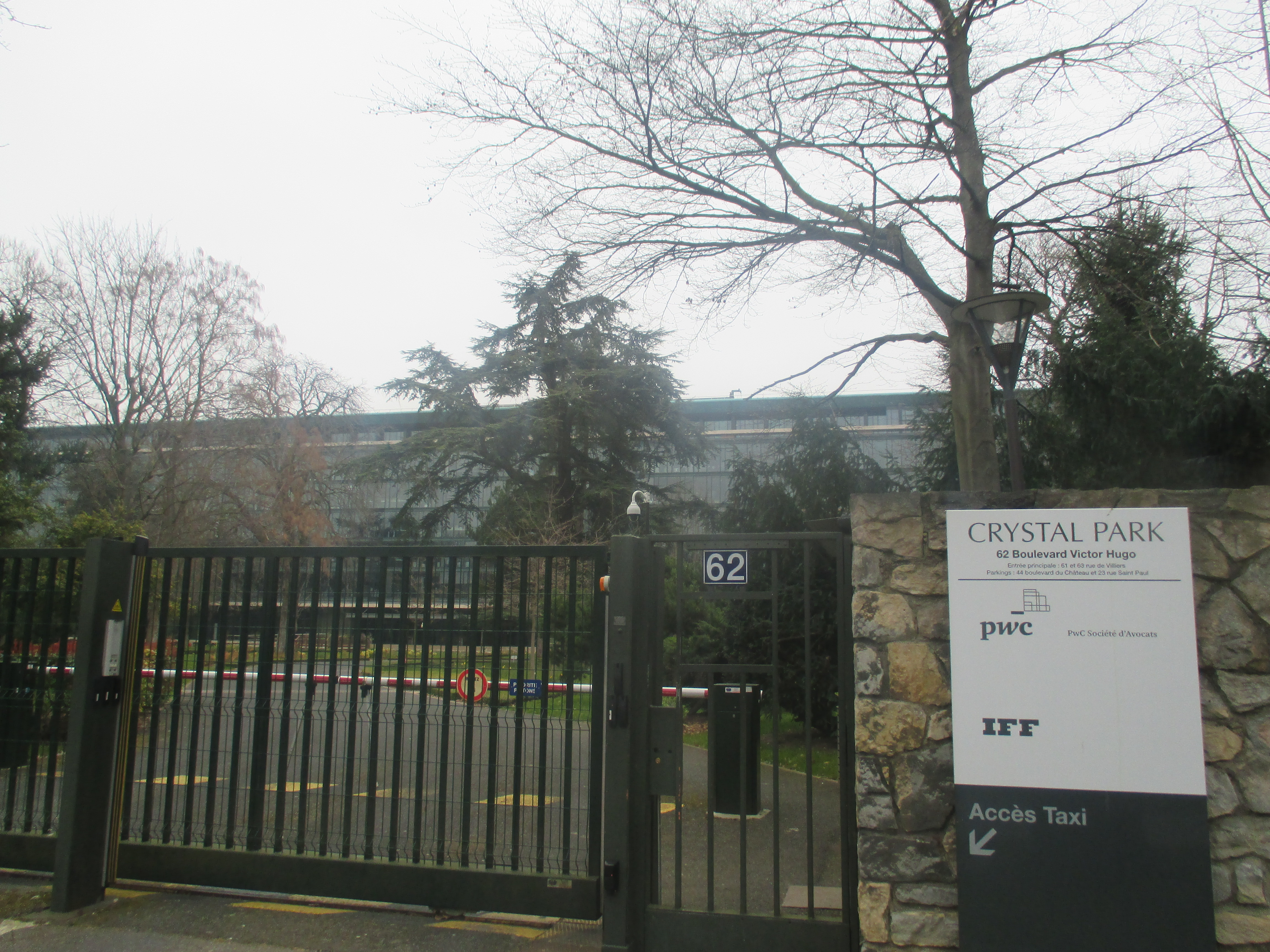
Portail.
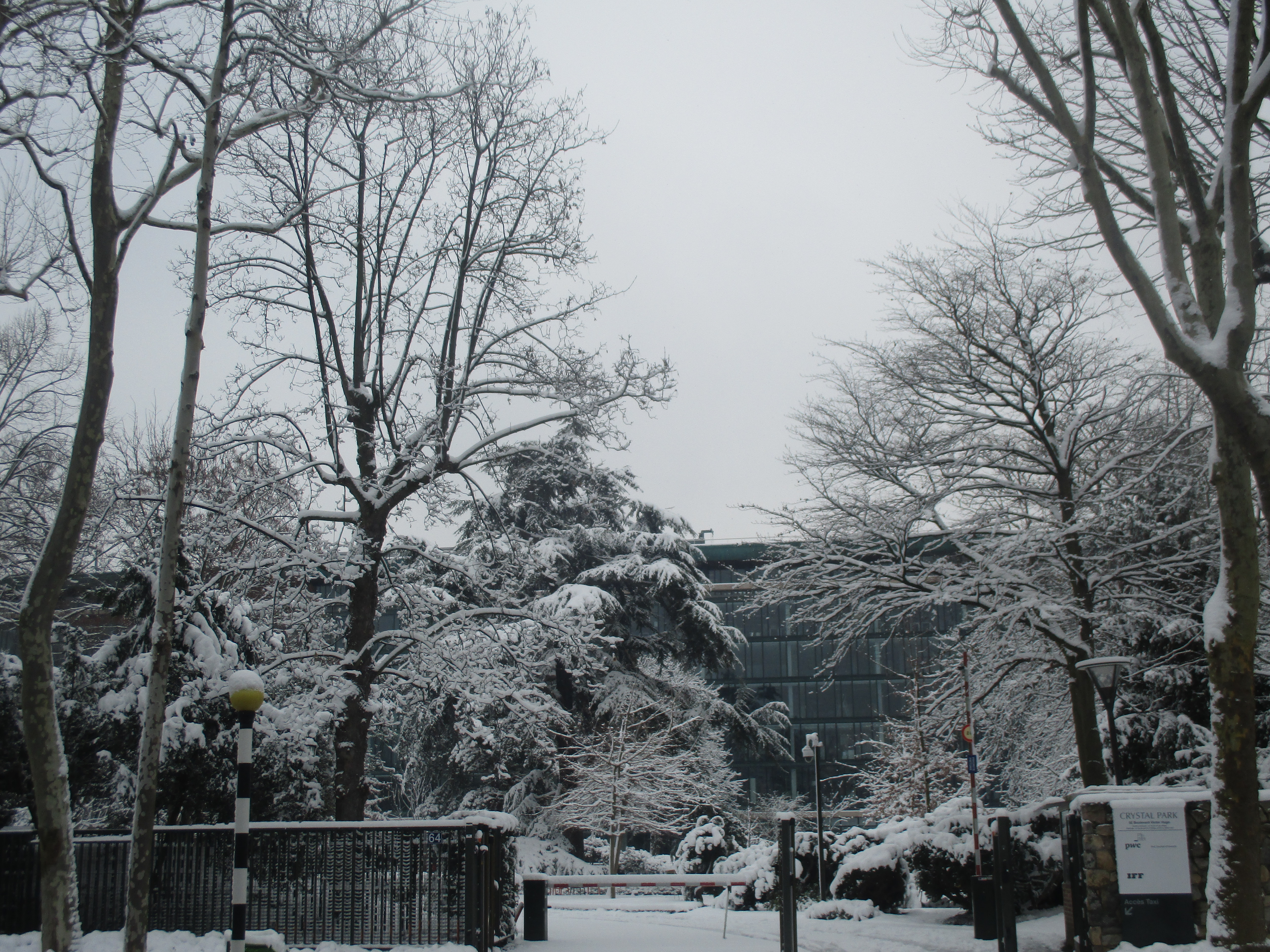
En hiver.
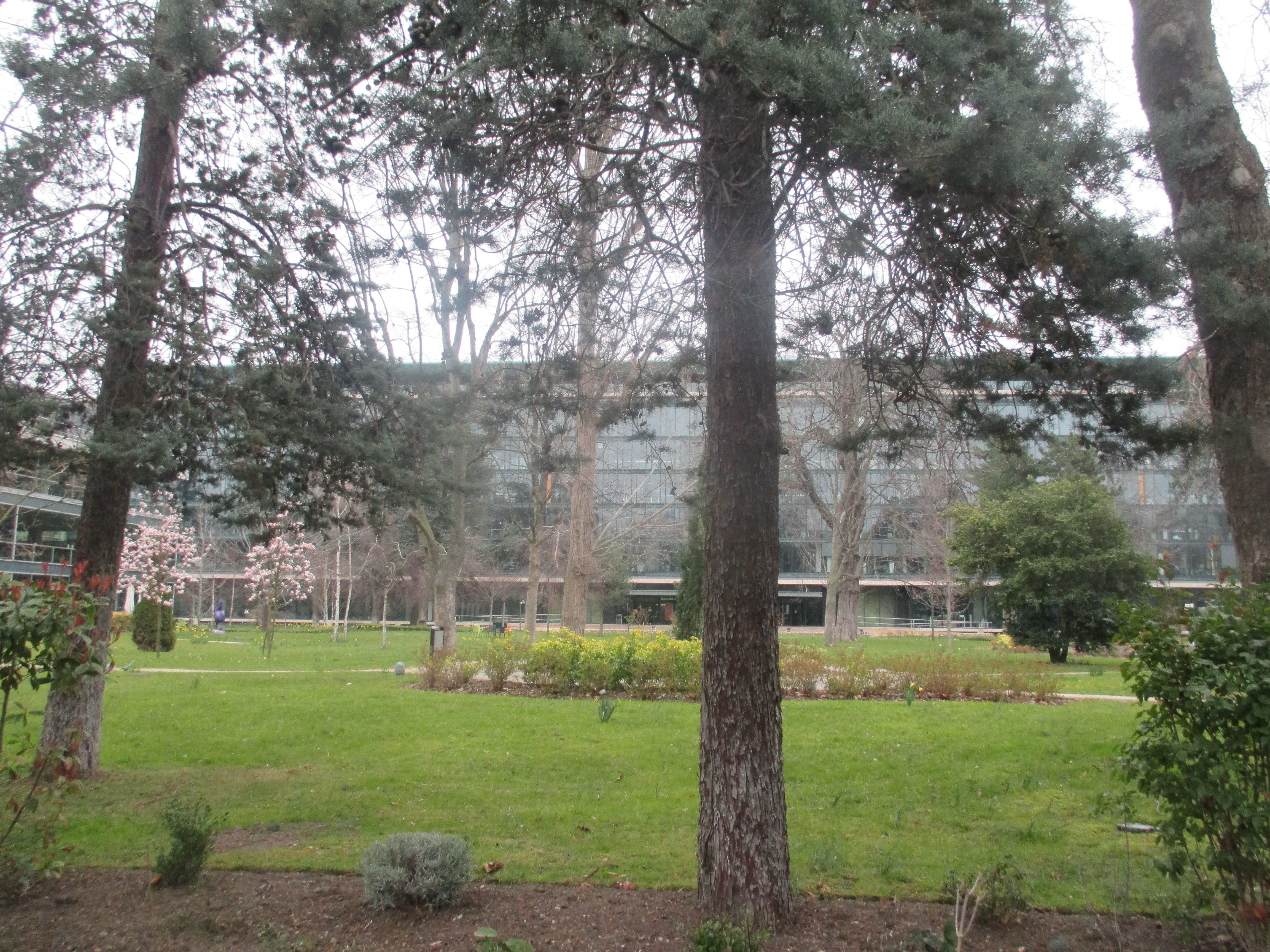
Bâtiment principal au fond et bâtiment club aux façades restaurées à gauche.
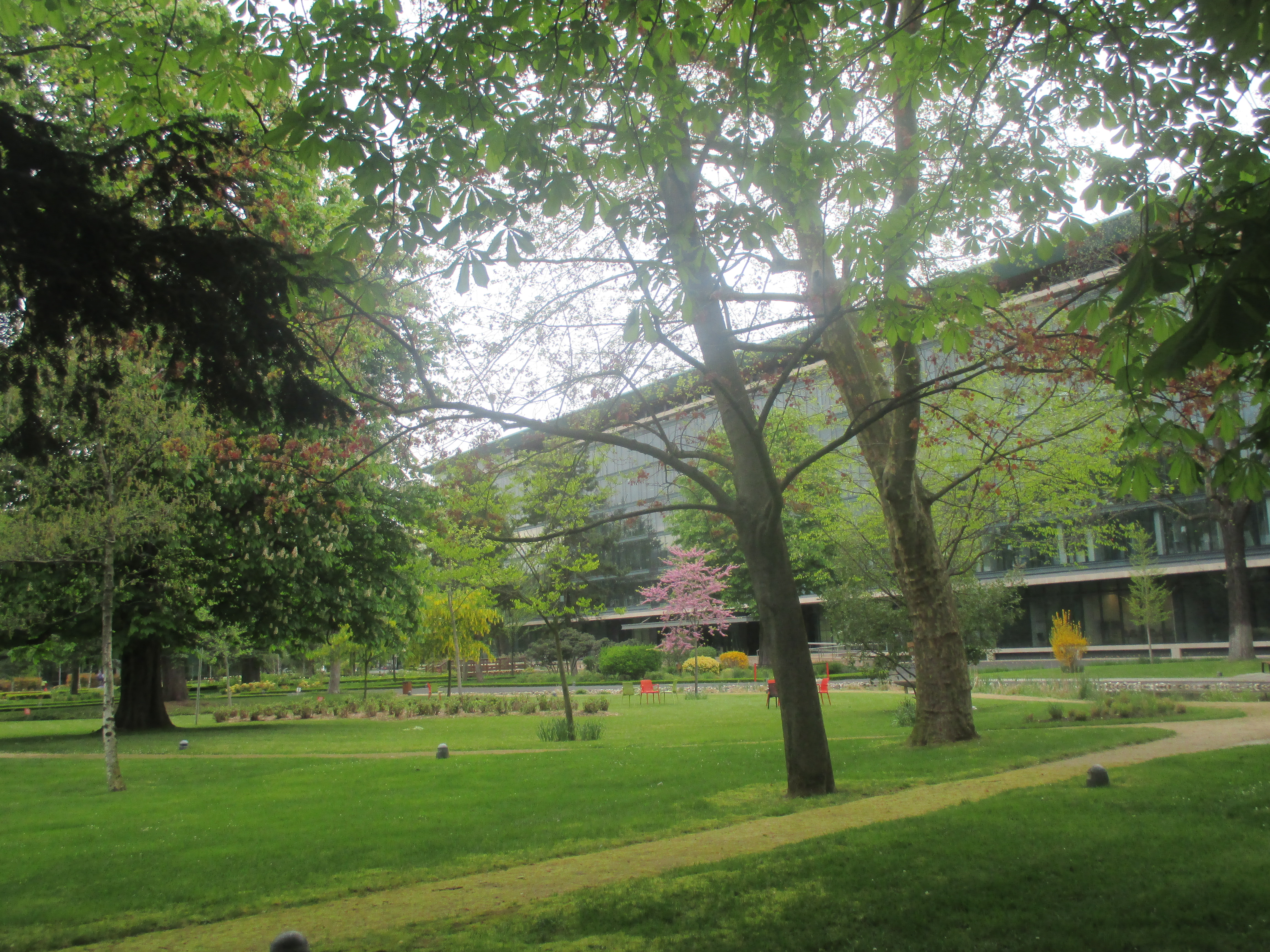
Le parc.

### Ouvrages
- Le bâtiment et saint gobain - n° 3 de Juin 1960 le nouveau siège social de Saint Gobain à Neuilly
- Sièges sociaux de saint-gobain - 1665-1960 - NEUILLY St JAMES. 1962. In-4. Relié toilé